# Dialetto leccese
Il dialetto leccese o salentino centrale è una variante del salentino e si differenzia dal salentino settentrionale per la presenza di cambiamenti metafonetici solo parziali. In particolare, si nota il dittongamento in /jɛ/ e /wɛ/ per i soli continuatori di Ĕ, Ŏ seguiti da -/i/, -/u/ (dente-denti vengono resi con tente-tienti; buona-buono vengono resi con bona-buenu), ma anche qualche esito
metafonetico condizionato per i soli continuatori di Ē (mese-mesi vengono resi con mese-misi).

Pur con alcune differenze tra un comune e l'altro, il salentino centrale copre la parte meridionale della provincia di Brindisi e quella centro-settentrionale della provincia di Lecce. A sud della linea Gallipoli - Maglie - Otranto si è soliti parlare di variante meridionale del salentino, caratterizzato dall'assenza quasi totale di cambiamenti metafonetici.

## Diffusione geografica
Provincia di Lecce
- Lecce
- Alessano
- Aradeo
- Arnesano
- Bagnolo del Salento
- Calimera
- Campi Salentina
- Cannole
- Caprarica di Lecce
- Carmiano
- Carpignano Salentino
- Castri di Lecce
- Castro
- Castrignano de' Greci
- Cavallino
- Copertino
- Corigliano d'Otranto
- Cursi
- Cutrofiano
- Diso
- Galatina
- Galatone
- Guagnano
- Lequile
- Leverano
- Lizzanello
- Maglie
- Martano

- Melendugno
- Melpignano
- Monteroni di Lecce
- Nardò
- Neviano
- Novoli
- Porto Cesareo
- Salice Salentino
- Salve
- San Cesario di Lecce
- San Donato di Lecce
- San Pietro in Lama
- Seclì
- Sogliano Cavour
- Soleto
- Spongano
- Squinzano
- Sternatia
- Surbo
- Surano
- Trepuzzi
- Veglie
- Vernole
- Zollino

Provincia di Brindisi
- Cellino San Marco
- San Donaci
- San Pancrazio Salentino
- San Pietro Vernotico
- Torchiarolo

Da notare che nei comuni a ridosso della direttrice Gallipoli-Maglie-Otranto (per esempio nell'area grecanica, così come a Galatina e dintorni) il dialetto presenta alcune caratteristiche del Salentino meridionale, dal quale comunque differisce per molteplici aspetti. Altri comuni invece, pur rientrando nella fascia del Salentino centrale (ad esempio Matino, Parabita ed altri), ne restano effettivamente fuori, in quanto linguisticamente molto più vicini al salentino meridionale. 
Similmente, nei comuni brindisini a ridosso del confine con la Provincia di Lecce, così come nei comuni della Terra d'Arneo (Nardò, Copertino, Leverano ed altri) il dialetto si avvicina alla parlata salentina settentrionale, pur discostandosi per alcune caratteristiche (con le dovute differenze fra paese e paese).

## Differenze dall'italiano standard
Il dialetto presenta un sistema a 5 vocali in posizione tonica e 3 gradi di apertura. È composto inoltre da una dittongazione metafonetica per -i e -u finali.
- Ě>jε tranne se è preceduta da una palatale ed una dittongazione inconstante nelle forme in -mentum (ad esempio, denti diventa tiènti; sentimento > sientimientu oppure sientimentu)
- Ŏ>wε oppure Ŏ>wε>ε in iniziale di parola o ɔ preceduta da una palatale o dentale (ad esempio, morto diventa muertu ecc.)

La o lunga diventa quasi sempre u (sole>sule), tranne nel Salento occidentale dove può rimanere o (il sole > lu sole).

La forma uo diventa ue (fuoco>fuècu), ma talora è reso con o (fuocaia > fòcara), soprattutto nelle zone di Galatina, Martano (fuoco > fòcu).
Queste indicazioni di massima hanno comunque numerose eccezioni. La o di gioco, ad esempio, viene resa in modo diverso a seconda se si tratta del sostantivo o del verbo: io gioco > iou sta sciocu; il gioco > lu šwecu; giocare > sciucare.
Nell'area leccese (e a Lecce in particolare) si nota una tendenza, di derivazione un po' aristocratica, ad addolcire alcuni suoni. Ad esempio, la a e la e sono quasi sempre molto aperte, si tende a sostituire la z (zeta sorda) con la ẓ (zeta sonora), la u con la o, la g con la c (per dire zinco si usa talora ẓingo in luogo di zincu). Quest'ultimo fenomeno fonetico è particolarmente evidente quando si parla in italiano.

La e non accentata (se non è in finale di parola) può essere resa con "i", ma sussiste (specialmente a Lecce) la forma con e (piccàtu e peccàtu). Allo stesso modo la "o" accentata può anche essere resa con "e": nèsciu/nòscia per "nostro"/"nostra", ièu o iòu per "io", èju/ègghiu o òju/ògghiu per "olio". Il gruppo "gl" (suono non esistente nel salentino) viene reso a Lecce e dintorni (ma anche a Nardò) con "ggh", mentre altrove diventa "j": òju o ogghiu per "io voglio", Majanu o Magghianu per il centro abitato di "Magliano".

Da notare anche la traduzione della particella pronominale ci: la parola "liberaci" viene resa nell'area leccese con "liberanne" o "liberande", ma già a Carmiano, Novoli si preferisce "liberandi", mentre nei paesi del basso brindisino (Cellino San Marco, San Pietro Vernotico) "liberanci" e nel brindisino di Brindisi "libirindi" o libirinni".

Invece la particella pronominale "vi" viene resa a Lecce con "bu" ("spustatibu" per "spostatevi"), mentre nel Salento centro-meridionale si usa "ve" ("spustative").

## Altre differenze territoriali
Il dialetto parlato esclusivamente a Lecce, prevede una trasformazione di genere dei nomi maschili di cosa terminanti in "e": per esempio abbiamo "la Comune" o "la salame", in luogo di "il Comune", "il salame".
Il dialetto leccese parlato nell'area nord-occidentale della provincia (Guagnano, Salice Salentino, Veglie...) e nell'area neretina presenta delle affinità che lo avvicinano al dialetto brindisino. È il caso degli articoli determinativi i/gli/le, resi nell'unica forma "li" ("li pèttule", al posto del leccese standard "le pittule"). Altra caratteristica riguarda gli aggettivi possessivi "mio, tuo, suo", resi in "mia, tua, sua", invariati in genere e numero proprio come a Brindisi. Fenomeno particolare è la resa del pronome personale "tu" in "tune" (similmente a Brindisi) a Copertino e Leverano, così come "lei/ella" diventa "eḍḍa a Nardò; mentre sempre a Nardò, ma anche a Galatone e dintorni i pronomi "me" e "te" vengono resi in "mève" e "tève".
Il leccese parlato in alcuni paesi dell'area bilingue della Grecìa Salentina, tra cui Martano, Corigliano d'Otranto, Cutrofiano, Castrignano de' Greci, Soleto, Zollino e in altre località come Aradeo, è caratterizzato dall'uso frequente del passato remoto anche per azioni appena compiute, a differenza degli altri paesi del Salento, dove, anche per influenza dell'italiano, si usa più spesso il passato prossimo. Tale particolarità deriva dal greco che, come nell'inglese e nello spagnolo moderni, usa il passato remoto (aoristo) per le azioni compiute e concluse nel passato, anche recente, e che quindi non hanno conseguenze nel presente. Ad esempio, la frase "oggi è andato al mare" - che nel salentino di Lecce diventa osce è/ha sciùtu a mmare - viene reso in queste zone osci scìu a mmare, ossia “oggi andò al mare” (confronta il grico Sìmmeri pìrte sti ttàlassa e il greco moderno Σήμερα πήγε στη θάλασσα / sìmera pighe sti thàlassa).
Sempre in questa fascia di comuni, ma anche a Galatina, il dialetto inizia ad assumere caratteristiche più tipiche del Salento meridionale: un esempio è l'inversione fra pronome e verbo fraseologico in frasi come "perché mi stai guardando?" (rese in "percè sta me uardi?", a differenza del leccese standard "percè me sta uardi?"). Ultima caratteristica è l'utilizzo più frequente di parole tipiche del Salento meridionale: "sopra" diventa "susu" in luogo di "subbra/sobbra", "nessuno" e "da nessuna parte" diventano rispettivamente "čiuveḍḍi" e "aveḍḍi". A Cursi e dintorni, la parola "altro" viene resa in "auḍḍu", proprio come nella zona a sud di Maglie.

## Verbi
Il presente e il passato continuato in leccese si forma con la terza persona dell'indicativo presente del verbo stare + indicativo presente/perfetto del verbo: 
- sta fazzu [sto facendo]; sta facìa [stavo facendo].
- sta fàcenu/e [stanno facendo]; sta facìanu/e [stavano facendo].

Non esiste la forma futura, che viene sostituito dal presente progressivo in caso di azione programmata nel futuro (crài sta bau fore, domani sto andando in campagna), da un costrutto col verbo avere in caso di azione necessaria (crài aggiu scire fore, domani devo andare in campagna), dal presente indicativo negli altri casi (crai au fore, domani vado in campagna).
Le desinenze dei verbi subiscono delle leggere variazioni da un paese all'altro: fàcenu e dìcenu a Lecce e negli immediati dintorni, fàcene e dìcene in paesi come Carmiano o Novoli, fannu/fàcune e dìcune nella zona di Caprarica di Lecce.

### Verbo Essere (dialetto di Lecce)
| persona | Indicativo presente | Imperfetto | Perfetto |
| ------- | ------------------- | ---------- | -------- |
| Ieu/Iou | su'/suntu           | era        | fuèsi    |
| Tie     | si'/sinti           | eri        | fuèsti   |
| Iḍu/Iḍa | ete                 | era        | foi/fose |
| Nui     | simu                | èramu      | fòsemu   |
| 'Ui     | siti                | èriu/èru   | foste    |
| Iḍi/Iḍe | su'/suntu           | èranu/e    | fòsera   |

### Verbo Avere (dialetto di Lecce)
Il verbo "avere" è difettivo e nei tempi presente e imperfetto dell'indicativo viene usato solo nella funzione di ausiliare. Negli altri casi viene sostituito dal verbo tenere.
| persona | Indicativo presente | Imperfetto | Perfetto |
| ------- | ------------------- | ---------- | -------- |
| Ieu/Iou | aggiu               | ìa         | ibbi     |
| Tie     | ai/a'               | ii         | ìsti     |
| Iḍu/Iḍa | àe/a'               | ìa         | ibbe     |
| Nui     | àmu/ìmu             | ìamu       | ìbbimu   |
| 'Ui     | iti                 | ìu         | ìsti/u   |
| Iḍi/Iḍe | ànu/e               | ìanu/e     | ìbbera   |

### Verbo Andare [Scire] (dialetto di Lecce)
| persona | Indicativo presente | Imperfetto | Perfetto         |
| ------- | ------------------- | ---------- | ---------------- |
| Ieu/Iou | àu                  | scia       | scìi             |
| Tie     | ài                  | scii       | scisti           |
| Iḍu/Iḍa | àe                  | scìa       | scìu             |
| Nui     | sciàmu              | scìamu     | scemmu           |
| 'Ui     | sciàti              | scìu       | scistu           |
| Iḍi/Iḍe | ànu/e               | scìanu/e   | scèranu/e, scèra |

## Parole di uso comune
Numeri
- 1: unu
- 2: ddoi/ddo'
- 3: ṭrete/ṭre
- 4: quatṭru
- 5: cinque
- 6: sei
- 7: sette
- 8: uettu
- 9: nove
- 10: tece

Giorni della settimana
- lunedì: lunitìa
- martedì: martitìa
- mercoledì: merculitìa/mercutìa
- giovedì: sciuvitìa/sciuitìa
- venerdì: vinnardìa/vinirdìa
- sabato: sàbbutu/sàbbatu
- domenica: dumìneca/dumìnica

Mesi
- gennaio: ginnaju
- febbraio: fibbraju
- marzo: marzu
- aprile: aprile
- maggio: maggiu
- giugno: giugnu
- luglio: luju
- agosto: agostu
- settembre: settembre
- ottobre: ottobre
- novembre: novembre
- dicembre: dicembre

### Altri vocaboli di largo uso
- accendere: ddumare, (a)ppicciare (tipico di Lecce città, ormai in disuso)
- acerbo: restu/crestu
- adesso: moi (cfr. lat. modus)
- addormentarsi / addormentato (anche fig.): 'ddurmiscire/ddurmisciutu, mpannare/mpannatu
  - dormire: durmire/dòrmere
- albero: argulu, arilu, arbulu, arburu
- albicocca: spergia, vernacocca
- alto: bautu, vautu, ertu
  - basso: vasciu/bbasciu
- alzare: azzare, ausare/bbausare
- andare: scire
- angolo: cantune, pizzu
- asino: ciucciu (anche in senso fig.)
- avanti: nanzi/annanzi, nanti/annanti
  - dietro: rretu/rreta
  - dentro: inṭra,  'nṭra
  - fuori: fore/fori
  - di fianco: de costi/de coste
- avere voglia: cuḍḍare/coḍḍare
- bambino/a: piccinnu/a, vagnunceḍḍu/a
- barattolo (di latta): bbuatta (cfr. fr. boîte)
- battesimo: bbattezzu
- bestemmia / bestemmiare: jastima/castima, jastimare/castimare
- bietola: seuca
- bocca: ucca
- braccio: razzu
- buon umore, voglia di fare: sciana
- calcio: cauce
- caldo umido, afa: faugnu
- calze: calzetti, quasette
- calzoni: causi
- cambiare: cangiare/canciare
- capitare: ccappare
- capriccio: picciu, iundulu, irru
  - capriccioso: picciusu
- carciofo: scarcioppula
- cavallo: cavaḍḍu
- chi: ci(ne)
  - che cosa: ce(ne)
- cicoria: cicora/cicureḍḍa
  - crespigno (verdura di campagna): zangune
  - pianta di papavero: paparina
- ciliegia: cirasa (cfr. lat. cerasa)
- cocomero: sarginiscu/sargeniscu, milune d'acqua
  - carosello: melunceḍḍa, spureḍḍa, pupuneḍḍa, cummarazzu
- coltello: curtieḍḍu
- comprare: 'ccattàre (cfr. tardo lat. ad captare)
- coprirsi: 'mmucciarsi, ccucciarsi
- cucchiaio (da cucina) e cazzuola: cucchiaru/a, cazzafitta
- cugino: cušcinu, cugginu
- cuocere / cotto: còcere / cuettu/cottu
- defunto: paraisu, benettanima
- desiderio (voglia): spilu
- dimenticato: Scerratu/Scirratu/Scurdatu
- disordine: scigghiu/sciju, ṭrauju
- dito: dìscitu
- domani: crai/crae (cfr. lat. cras)
  - dopodomani: buscrai
  - fra tre giorni: buscriḍḍi
- domani mattina: crammatina, crammane
- domani sera: crassìra
- dove: (a)ddù(ne)
  - lì / là: (a)ḍḍa(i)
  - laggiù (in quel posto): (a)dd'ammera, a rrittu
  - laggiù (in basso): abbasciu
  - là fuori: ḍḍa nnanti/nnanzi
- dispetto: dispiettu, stingu (nel nord della provincia)
- esperto (in senso fig.): spiertu
- fagiolo: pasulu
- fava (baccello): ongulu/ungulu
- fico: fica
  - fico d'india: ficalindia, ficaligna
- figlioccio (di battesimo): sciuscettu
- finire: spicciare
- focaccia: fucazza
  - focaccia di patate: pitta (usato nel Salento centro-meridionale)
- foglia: fogghia, foja
  - foglia secca:  fugghiazza, fujazza (riferito anche agli scarti nella pulizia della verdura)
- forchetta: furcina
- formaggio: casu (cfr. lat. caseum)
- fuoco: fuecu/focu
- frantoio: ṭrappitu
- fretta: pressa
- gallo/gallina: caḍḍu, caḍḍina
- gamba: anca
- ginocchio: scinucchiu/scenucchiu
- gioco: sciocu/scecu
- gola: canna/cannaozzu (dal gr. kanna, gola)
- grande: rande/cranne
  - piccolo: picciccu/piccinnu
- grosso: ressu/crossu (al femminile rossa/crossa)
- grano: ranu/cranu
- guardare: uardare/vardare/quardare
- impazzire: spa(v)eḍḍare
- innaffiare: 'ndaccuàre
- legna (da ardere): asca (pl. asche) (cfr. lat. astula, pezzi di legno, dim. da as, assis, legno)
  - fascio di legna: sarcina
- lampagione o cipollaccio col fiocco (Muscari comosum): pampasciune (in senso figurato, persona stupida)
- lavoro / lavorare: fatì(c)a, fati(c)àre (cfr. spagnolo fatigar)
- lenzuolo: chiasciune (cfr. tardo lat. plaiones)
- lessare: ndilissare
- lucertola (dei muri), geco: stijune
- lumaca: cozza de terra, municeḍḍa/moniceḍḍa
- lungo: lengu/longu
  - corto: curtu
- madre: maṭre, maṭrima/mamma/mama (mia madre), maṭrita/mammata/mama (tua madre), maṭrisa/mammisa/mammasa/mama (sua madre)
  - padre: paṭre/sire/tata, paṭrima/sirma (mio padre), paṭrita/sirda (tuo padre), paṭrisa/sirsa/sirisa (suo padre)
- maestro (artigiano): mesciu, maeštru
- maestra (di scuola): mescia
- maltempo: male tiempu
  - tromba d'aria: laurieḍḍu, scarcagnizzu, scarcagnulu
- mandorla: mengula/mendula/mennula
- mangime (per uccelli): canije (unica forma al pl.)
- magro: mazzu
- maschio: masculu
  - femmina: fimmina/fimmena
- mela: mila
  - mela cotogna: milu cutugnu
- melagrana: sita
- melanzana: marangiana, maranciana
- melone: milune
- mestolo da cucina: cuppinu
- mettere a bagno: sponzare
- neanche: mancu
- negozio (di generi alimentari): puteca (cfr. lat. apotheca)
- nessuno: nisciunu (a Lecce), ceḍḍi, ciuveḍḍi
  - da nessuna parte: agnasciu, aveḍḍi
- occhio: ecchiu/occhiu
- oggi: osci/osce (cfr. lat. hodie, con -di- > -sci-)
- oliva: ulìa, volìa
- olio: egghiu/oju
- orecchio: recchia/ricchia
- orecchiette: ricchitelle
  - maccheroni: maccarruni, pizzarieḍḍi, minchiarieḍḍi
- orzo: orgiu
- passare il tempo: squariare/sguariare
- patata: pitata/petata
  - patata dolce:  pitana/petana
- peperone: pipirussu (pl. pipi)
  - peperoncino: pipidiaulu, diaulicchiu
- perché: percè(ne), piccè(ne)
- pezzo: štozzu/štozza/štuezzu
- piazza: chiazza (cfr. lat. platea, con pl>ch)
- picchiare: (v)àttere/(v)attìre, mazzisciare
- pieno: chinu (cfr. lat. plenus, con pl>ch)
  - riempire: 'nchire (cfr. lat. ìmplere [e implìre], con pl>ch)
- piovere: chiu(v)ire (cfr. lat. pluere > tardo lat. plovere, con pl>ch)
  - grandinare: rannisciare/crannisciare
- poco: picca/pocu
- polpo: purpu
- pomeriggio (ora del tramonto): èspira/vespra
- pomodoro: prumidoru, pummitoru, pimmitoru
- porta: bussula (arcaico)
- portare (qualcosa a qualcuno), avvicinare: llentare, nnucire
- poveretto: pericciu, puareḍḍu/pareḍḍu
- prendere: pijare/pigghiare, zziccare (con l'accezione di afferrare)
- presa in giro: jabbu/cabbu
- prezzemolo: peṭrusinu, piḍḍusinu
- pulire: pulizzare
  - pulirsi (dallo sporco): stusciarsi
- puzza di stantio: puzza de lientu/lagnu
- raccogliere / raccolto (part. pass): ccugghire / ccuetu, ccojere / ccotu
- ragazzo/a (generico): vagnone/a, štriu/a (tipico di Lecce)
  - bel ragazzo/a: carùsu/a (raro)
  - fidanzato/a: zzitu/a
- raccomandare qualcuno: ncuppinare
- riparo (al riparo): (alla) mantagnata
- risparmiare: sparagnare
- salita/salire: 'nchianata / 'nchianare
  - discesa: scinnuta, scinduta
- saltare: zzumpare,
- saziare/saziarsi: bbinchiare, bbinchiarsi
- sbrigarsi: manišciàrsi (cfr. sp. manejar), cotularsi
- sbucciare: nnettare
- scarafaggio: malota, 'mbalota (cfr. lat. blatta)
- schiaffo: scaffu/a, sgarzune, mappinu, sciacquatienti, scoppula (schiaffo sulla nuca)
- scuotere, dare scossoni: scotulare
- sedano: lacciu (cfr. lat. apium)
- sedersi: ssittarsi
- serpente (biacco): scurzune
- seppellire: pricare/precare
- sfondare: spundare (anche in senso fig.)
- soldi: sordi
- sopra: subbra/sobbra, susu (più a sud)
- sotto: sutta/sotta
- spegnere: stutare
- spensierato: scuscitatu (cfr. lat. ex-cogitatum)
- sporco: llurdatu, mmucatu, nsivatu
- sporcare: 'nsivare, 'llurdare, mmucare, nquazzare (riferito a cose liquide)
- sposarsi, sposato/a: 'nzurarsi, mmaritarsi, spusare
- sposato/a: 'nzuratu/a
- (donna) sposata: 'mmaritata
- stendere (i panni): spannire
- strabordare (riferito all'acqua che bolle, ma anche in senso fig.): spitterrare/spittirrare
- straccio (panno): mappina
- stupido: ttuppatu, pampasciune, pizzarrone, babbu (cfr. lat. babbus, stupido)
- svegliarsi: ddiscitarsi/ddiscetarsi
- svitare: spanare
  - riavvitare: mpanare
- talvolta, qualche volta: qualche fiata, a fiate
- tamarro: mazzaru, nzallu (con un'accezione di "sciatto")
- tarantola (ragno della sp. lycosa tarentula): taranta
- tasca: pauta, poscia
- terrazza: lamia/gliama
  - tetto spiovente, tegole: ìrmici
- testa: capu
- topo: zzoccula/surge (cfr. it. "sorcio")
- trovare (per caso o per necessità): (a)cchia(re) (cfr. tardo lat. oculare = it. adocchiare)
- uscire: ssire
- uccello: ceḍḍu (cfr. lat. avicellus, dim. da avis, uccello)
- uovo: (u)eu, o(v)u, pl. o(v)e
- uva: u(v)a
  - uva passa: passula
- vaso (da fiore): crasta (cfr. lat. gaster > tardo lat. gastra)
- vaso (da notte): cant(a)ru
- vasetto (per gli alimenti): buccacciu
- vattene: abbande, va bbanne
- vento: jentu
- vergogna: scuernu/scornu
- vino: mieru (cfr. lat. vinum merum = vino genuino)
- volere: ulìre
- zanzara: zinzale
- zucchina: cucuzza

### Alcuni nomi di paesi e località
- Campi Salentina: Campie
- Carmiano: Carmianu
- Castrignano: Cascignanu
- Cavallino: Caḍḍrinu
- Collepasso: Culupazzu
- Copertino: Cupirtinu
- Leverano: Liranu
- Lizzanello: Lizzanieḍḍu
- Monteroni di Lecce: Munṭruni
- Novoli: Noule
- Porto Cesareo: Cisaria
  - Torre Lapillo: Lapiḍḍu
- San Cataldo (Lecce): San Catautu
- Spongano: Spunganu
- Squinzano: Schinzanu
- Trepuzzi: Trepuzze
- Veglie: Eje/Bbeje
- Vernole: Ernule/Bbernule